# Răscoalele neneților împotriva autorităților sovietice
Răscoalele neneților din 1934 și 1943 (cunoscute și ca Revolta Yamal sau Mandalada) au reprezentat rezistența înarmată a neneților din tundra arctică, împotrivă autorităților sovietice care au dorit să elimine structura socio-economică tradițională a acestui popor. Mai exact, opoziția s-a constituit împotriva politicii de confiscare a terenurilor și averilor private cu scopul distribuirii acestora către gospodării colective.

## Exigențele neneților către sovietici
Exigențele înaintate de samoiezi rebeli către guvernul sovietic:
- Anularea normelor achiziționării alimentelor și produselor industriale
- Achiziționarea produselor de nevoie și pe bani
- Jos cu "bogați" și "săraci" - noi suntem egali cu toții!
- Restabilirea în drepturi la voce oamenilor bogați și șamanilor
- Nu recunoaștem nici pe sovietici nici pe ai noștri (aleși de autoritățile sovietice), nu ne vom supune lor;
- Nu avem nevoie de factoriile voastre, jos cu rușii voștri!
- Suntem împotrivă legilor sovietice și refuzăm să le executăm!

## Bilanțurile rebeliunii samoiezilor
Executarea condițiilor ultimatului înaintat de Mandalada ar însemna că puterea sovietică-comunistă renunță la toate evenimentele efectuate în tundră. În mod practic acest lucru ar însemna lichidarea puterii sovietice în tundră. Tocmai de asta, rebeliunea samoiezilor a fost crud strivită. Mulți oameni au fost asasinați de trupele NKVD, iar cei rămași în viață (conform unelor surse ca. 40 de oameni)au fost prinși de comunștii ruși și prin hotărârea instanței de judecată au fost condamnați la muncă silnică în lagărele de concentrare. Doar un om a fost justificat și eliberat din sala de judecată, astfel evitând pedeapsa. 